# Otto Lederer
Pour les articles homonymes, voir Lederer.
Otto Lederer, né le 17 avril 1886 à Prague (Autriche-Hongrie) et mort le 3 septembre 1965 à Woodland Hills (États-Unis), est un acteur et réalisateur tchécoslovaco-américain.

## Filmographie

### Comme acteur
- 1912 : A California Snipe Hunt
- 1912 : The Mummy and the Cowpuncher
- 1912 : Pulque Pete and the Opera Troupe
- 1912 : Why Tightwad Tips
- 1913 : Old Moddington's Daughters
- 1913 : When Friendship Ceases
- 1913 : Sleuths Unawares
- 1913 : The Face of Fear
- 1914 : The Brute
- 1914 : Quantrell's Son
- 1914 : The Love of Tokiwa
- 1914 : Master of the Mine
- 1914 : The Last Will
- 1914 : A False Move
- 1914 : Captain Alvarez : Don Arana, le ministre étranger
- 1914 : The City
- 1914 : The Little Angel of Canyon Creek : Doc Casey
- 1915 : The Legend of the Lone Tree
- 1915 : The Sage-Brush Gal
- 1915 : The Girl at Nolan's
- 1915 : The Black Wallet
- 1915 : The Chalice of Courage : Stephen Maitland
- 1915 : A Child of the North
- 1915 : The Valley of Humiliation
- 1915 : Jones' Hypnotic Eye
- 1915 : To the Death
- 1915 : The Man from the Desert
- 1915 : The Lorelai Madonna
- 1915 : What Did He Whisper?
- 1915 : The Quarrel
- 1915 : His Golden Grain
- 1915 : Willie Stayed Single
- 1915 : The Ebony Casket
- 1915 : Ghosts and Flypaper
- 1915 : A Scandal in Hickville
- 1915 : Cal Marvin's Wife
- 1915 : Her Last Flirtation
- 1916 : The Wanderers
- 1916 : A Squared Account
- 1916 : Sin's Penalty
- 1916 : Miss Adventure
- 1916 : Curfew at Simpton Center
- 1916 : When It Rains, It Pours!
- 1916 : The Waters of Lethe
- 1916 : A Fool and His Friend
- 1916 : Through the Wall : John Harding
- 1916 : The Last Man : Sandy MacDonald
- 1917 : The Magnificent Meddler : Bob Gill
- 1917 : Aladdin from Broadway : Amad
- 1917 : Captain of the Gray Horse Troop : Crawling Elk
- 1917 : By Right of Possession : Bells
- 1917 : The Fighting Trail de William Duncan
- 1917 : Dead Shot Baker : Le vieux Baldwin
- 1917 : The Flaming Omen : Lord Haviland
- 1917 : When Men Are Tempted : Général Garden
- 1918 : The Wild Strain : John Calvin Hollywood
- 1918 : Cavanaugh of the Forest Rangers : Ed Wetherford
- 1918 : A Woman in the Web
- 1918 : The Changing Woman : Président Guzman Blanco
- 1918 : The Wooing of Riley
- 1918 : By the World Forgot : Hano
- 1919 : Man of Might
- 1919 : La Maison du bonheur (The Enchanted Barn) de David Smith
- 1919 : Petit Patron (The Little Boss) de David Smith  : Red O'Rourke
- 1919 : La Petite Institutrice (Cupid Forecloses) de David Smith : le receveur des postes
- 1919 : Over the Garden Wall : James Barstow
- 1920 : The Dragon's Net : King Carson
- 1921 : The Spenders : Abe Trummel
- 1921 : The Avenging Arrow
- 1921 : Without Benefit of Clergy : Aghan
- 1921 : Making the Grade
- 1922 : L'Aigle blanc (White Eagle) : Gray Wolf
- 1922 : L'Enfant sacrifiée (Forget Me Not) de W. S. Van Dyke : Rodolfo, le musicien
- 1922 : Le Crime de Mme Lévy (Hungry Hearts) de E. Mason Hopper : Gedalyah Mindel
- 1923 : Your Friend and Mine : Andrea Mertens
- 1923 : Vanity Fair : Mr. Bloom
- 1923 : The Gown Shop de Larry Semon : Membre du public
- 1923 : Souls in Bondage
- 1923 : Black Oxen : Le conseiller autrichien
- 1924 : What Three Men Wanted
- 1924 : The Sword of Valor de Duke Worne : Don Guzma de Ruis y Montejo
- 1924 : Behind Two Guns : Olaf Ludovic / Dr. Betz
- 1924 : A Fighting Heart : Dr. Logan
- 1924 : Poison : Gale Preston
- 1924 : Turned Up : John Creighton
- 1924 : Worldly Goods : Sol Shipik
- 1925 : The Cloudhopper : Le Comte d'Alaska
- 1925 : Le Sorcier d'Oz (Wizard of Oz) de Larry Semon : l'ambassadeur Wikked
- 1925 : Borrowed Finery d'Oscar Apfel
- 1926 : Sweet Rosie O'Grady : Un ami
- 1926 : That Model from Paris : Mr. Katz
- 1926 : The Cruise of the Jasper B : Commissaire-priseur
- 1927 : The Shamrock and the Rose : Rabbi Naser
- 1927 : Le Roi des rois (The King of Kings) de Cecil B. DeMille : Eber, un Pharisien
- 1927 : The Trunk Mystery : Stevanov
- 1927 : Le Chanteur de jazz (The Jazz Singer) d'Alan Crosland : Moisha Yudelson
- 1927 : Sailor Izzy Murphy : Jake
- 1927 : Chicago de Frank Urson : Le partenaire d'Amos
- 1928 : Ton cor est à toi (You're darn Tootin) d'Edgar Kennedy : le chef d'orchestre
- 1928 : A Bit of Heaven : Sam Maltman
- 1928 : Célébrité (Celebrity) de Tay Garnett  : Manager Cyclone
- 1929 : One Stolen Night : Abou-Ibu-Adam
- 1929 : From Headquarters (en) d'Howard Bretherton : Bugs McGuire
- 1929 : Smiling Irish Eyes : Izzy Levi
- 1929 : The Delicatessen Kid de Walter Fabian
- 1930 : Pop and Son de Walter Fabian
- 1932 : Two Lips and Juleps; or, Southern Love and Northern Exposure
- 1932 : Le Signe de la croix (The Sign of the Cross) de Cecil B. DeMille
- 1932 : Rasputin and the Empress
- 1933 : Forgotten de Richard Thorpe : Oncle Adolph
- 1933 : Gun Law : Le coiffeur

### comme réalisateur
- 1921 : The Struggle (it)